# Eunapiodes acutithorax
Eunapiodes acutithorax är en insektsart som beskrevs av Werner 1932. Eunapiodes acutithorax ingår i släktet Eunapiodes och familjen Pamphagidae. Inga underarter finns listade i Catalogue of Life.